# Ignacio González
Artikeln följer den spanska namnseden; faderns efternamn är González och moderns efternamn Gatti.
Ignacio María González Gatti, född den 14 maj 1982 är en uruguayansk innermittfältare som 2013 skrev kontrakt med den uruguayanska  klubben Nacional, i Primera División de Uruguay. González debuterade i det uruguayanska landslaget den 1 mars 2006.
| Kronologisk lista över landskampsmål för Uruguay | Kronologisk lista över landskampsmål för Uruguay | Kronologisk lista över landskampsmål för Uruguay | Kronologisk lista över landskampsmål för Uruguay | Kronologisk lista över landskampsmål för Uruguay | Kronologisk lista över landskampsmål för Uruguay | Kronologisk lista över landskampsmål för Uruguay | Kronologisk lista över landskampsmål för Uruguay | Kronologisk lista över landskampsmål för Uruguay |
| Nr                                               | Datum                                            | Spelplats                                        | Hemmalag                                         | Resultat                                         | Bortalag                                         | Mål                                              | Evenemang                                        |                                                  |
| ------------------------------------------------ | ------------------------------------------------ | ------------------------------------------------ | ------------------------------------------------ | ------------------------------------------------ | ------------------------------------------------ | ------------------------------------------------ | ------------------------------------------------ | ------------------------------------------------ |
| 1                                                | 20 augusti 2008                                  | Sapporo Dome – Sapporo, Japan                    | Japan                                            | 1 – 3                                            | Uruguay                                          | 0 – 1                                            | Träningsmatch                                    |                                                  |